# Nagyoroszi, Nógrád
Nagyoroszi  este un sat în districtul Rétság, județul Nógrád, Ungaria, având o populație de 2.202 locuitori (2011). 

## Demografie
Componența etnică a satului Nagyoroszi
     Maghiari (96,12%)
     Romi (1,56%)
     Necunoscut (0,65%)
     Alții (1,67%)
Componența confesională a satului Nagyoroszi
     Romano-catolici (52,23%)
     Fără religie (11,49%)
     Reformați (3,09%)
     Necunoscută (30,93%)
     Alte religii (2,68%)
Conform recensământului din 2011, satul Nagyoroszi avea 2.202 locuitori. Din punct de vedere etnic, majoritatea locuitorilor (96,12%) erau maghiari, cu o minoritate de romi (1,56%). Apartenența etnică nu este cunoscută în cazul a 0,65% din locuitori.  Din punct de vedere confesional, majoritatea locuitorilor (52,23%) erau romano-catolici, existând și minorități de persoane fără religie (11,49%) și reformați (3,09%). Pentru 30,93% din locuitori nu este cunoscută apartenența confesională.